# The Oath of Black Blood
The Oath of Black Blood – album kompilacyjny finśkiej grupy muzycznej Beherit.
Na płycie znajdują się nagrania dema Demonomancy i 7" EP Dawn of Satan's Millennium. Materiał został zarejestrowany w 1990 i wydany w 1991 roku przez Turbo Music, bez zgody zespołu, który w tym czasie nie nagrał żadnego nowego materiału. W 2005 roku doszło do reedycji albumu przez wytwórnie płytową Spikefarm Records jako digipak z nową grafiką.

## Lista utworów
1. „Intro” – 0:57
2. „Metal of Death” – 0:54
3. „The Oath of Black Blood” – 2:41
4. „Grave Desecration” – 2:02
5. „Witchcraft” – 3:13
6. „Goat Worship” – 1:55
7. „Demonomancy” – 2:22
8. „Black Mass Prayer” – 1:15
9. „Beast of Damnation” – 4:07
10. „Hail Sathanas” (cover Sarcófago) – 1:47
11. „Dawn of Satan's Millennium” – 4:46

## Twórcy
- Nuclear Holocausto – śpiew, gitara
- Black Jesus – gitara basowa
- Necroperversor – perkusja
- Roland Schaffelhuber – producent wykonawczy
- Hayo Wampel – miksowanie
- Mika Jussila – mastering
- Thorncross – projekt okładki